# Musée d'Art (Avellino)
Le Musée d'art (en italien, Museo d'arte) est un musée italien d'art moderne et d'art contemporain situé à Avellino et ouvert en 1995.

## Expositions
Les collections de le musée sont principalement constituées d'œuvres d'artistes italiens de la deuxième partie du XIXe siècle, XXe siècle et du XXIe siècle. Les œuvres originales exposées dans le musée comprennent des sculptures, des peintures, huiles, gravures, lithographies et autres multiples.

## Artistes
Parmi les artistes italiens se trouvent :

### XIXe siècle
- Saverio Francesco Altamura (1822-1897): Ritratto di scolaretta a Capri (1893);
- Giovanni Battista (1858-1925): Pescatori sulla scogliera (1886), Pescatori a Sorrento (1892);
- Pietro Bouvier (it) (1839-1927): La cacciagione (1897);
- Gabriele Carelli (1820-1900): Convento dei Cappuccini, Amalfi (1899);
- Giovanni Colmo (1867-1947): Alberi intrecciati (1915);
- Antonio Coppola (1850-1916): Napoli pescatori (1876);
- Achille D'Orsi (en) (1845-1829): Scugnizzo: acquaiolo (1915);
- Walter Duncan (en) (1848-1932): Fanciulla nel bosco (1898), Venditrice di fiori a St. Martin in the Fields (1919);
- Gaetano Gigante (1770-1840): Assunzione della Vergine (1815);
- Vincenzo Irolli (1860-1949): La guardianella (1930);
- Salvatore Petruolo (en) (1857-1946): Paesaggio innevato (1874);
- Oscar Ricciardi (it) (1864-1935): Costiera Amalfitana (1923);
- Raffaele Tafuri (1857-1929): Angolo di Pedavena (1910), Tetti (1920);
- Vincenzo Volpe (1855-1929): Donna con chitarra (1895).

### XXe siècle
- Francesco Cangiullo (1884-1966): In città (1953);
- Carlo Carrà (1881-1966): Onde (1924) e Bagnate (1924);
- Giorgio de Chirico (1888-1978): I fuochi sacri (1929), Gli archeologi (1969), I mobili nella valle (1971);
- Pietro D’Achiardi (it) (1879-1940): Paesaggio di Lorenzana con calesse (1937);
- Pierre Laprade (1875-1931): Amour et Psyché (1925);
- Atanasio Soldati (1896-1953): Composizione (1949);
- Ugo Attardi (1926-2006): Il viaggio di Ulisse (1990-2000);
- Antonio Corpora (1909-2004): Il cielo sugli alberi (1994);
- Salvatore Fiume (1915-1997): Natività (1995);
- Emilio Greco (1913-1995): Aretusa (1989);
- Renato Guttuso (1911-1987): Natura Morta (1981);
- Michelangelo Pistoletto (1933): Frattale bianco 4155372973840013258495611017395261542 (1999-2000);
- Ernesto Treccani (1920-2009): Maternità (1980-1990);
- Ezelino Briante (it) (1901-1971): Porto di Torre del Greco (1965);
- Remo Brindisi (1918-1996): Guerriero (1979);
- Tonino Caputo (it) (1933): Il cortile (1987);
- Lucio Cargnel (it) (1903-1998): Paesaggio di periferia (1963);
- Mario Ceroli (en) (1938): Icosaedro (1980-1999);
- Nino D'Amore (1949): Piano di Sorrento (2014);
- Gianni Dova (1925-1991): Uccello di Bretagna (1990);
- Carmelo Fodaro (it) (1936): Natura morta (1970-1989);
- Felicita Frai (en) (1909-2010): Fiori modesti (1989);
- Giovan Francesco Gonzaga (en) (1921-2007): I due corsieri (1995), Paesaggio Bergamasco (2000);
- Beppe Guzzi (it) (1902-1982): Ville (1970);
- Bruno Landi (1941): Paesaggio (1987);
- Renzo Vespignani (1924-2002): Marta (1982);

### XXIesiècle
- Giancarlo Angeloni [1966]: Positano chiesa madre (2013);
- Maurizio Delvecchio (en) [1962]: Il tramonto e l'attesa (2013);
- Athos Faccincani (d) [1951]: Girasoli (2001);
- Alfonso Fratteggiani Bianchi (it) [1952]: Colore Blu 23050 (2014);
- Rabarama [1969]: Palpit-azione (2010);
- Paola Romano [1951]: Luna sospesa bianca (2011).

## Source de la traduction
- (it) Cet article est partiellement ou en totalité issu de l’article de Wikipédia en italien intitulé « Museo d'arte - MdAO » (voir la liste des auteurs).